# Karolinska-Institut
Das Karolinska-Institut (oder Karolinisches Institut, in älteren Texten Königliche medizinische Universität genannt; schwedisch Karolinska Institutet, kurz KI) ist eine von Europas größten und angesehensten medizinischen Universitäten, gelegen in Solna und Huddinge bei Stockholm. Das Karolinska-Institut vereinigt 40 Prozent der schwedischen medizinischen Forschung an Hochschulen und Universitäten und gilt als eine der besten medizinischen Forschungseinrichtungen der Welt. An das KI ist auch das Karolinska-Universitätskrankenhaus (bestehend aus zwei Großkrankenhäusern in Solna und Huddinge) angegliedert.
Die Nobelversammlung am Karolinska-Institut besteht aus 50 Professoren und bestimmt jährlich den oder die Träger des Nobelpreises für Physiologie oder Medizin.

## Name
Das Karolinska-Institut übersetzt in Schrift seinen Namen nicht in andere Sprachen, sondern benutzt in allen Sprachen die schwedische Form Karolinska Institutet.

## Geschichte

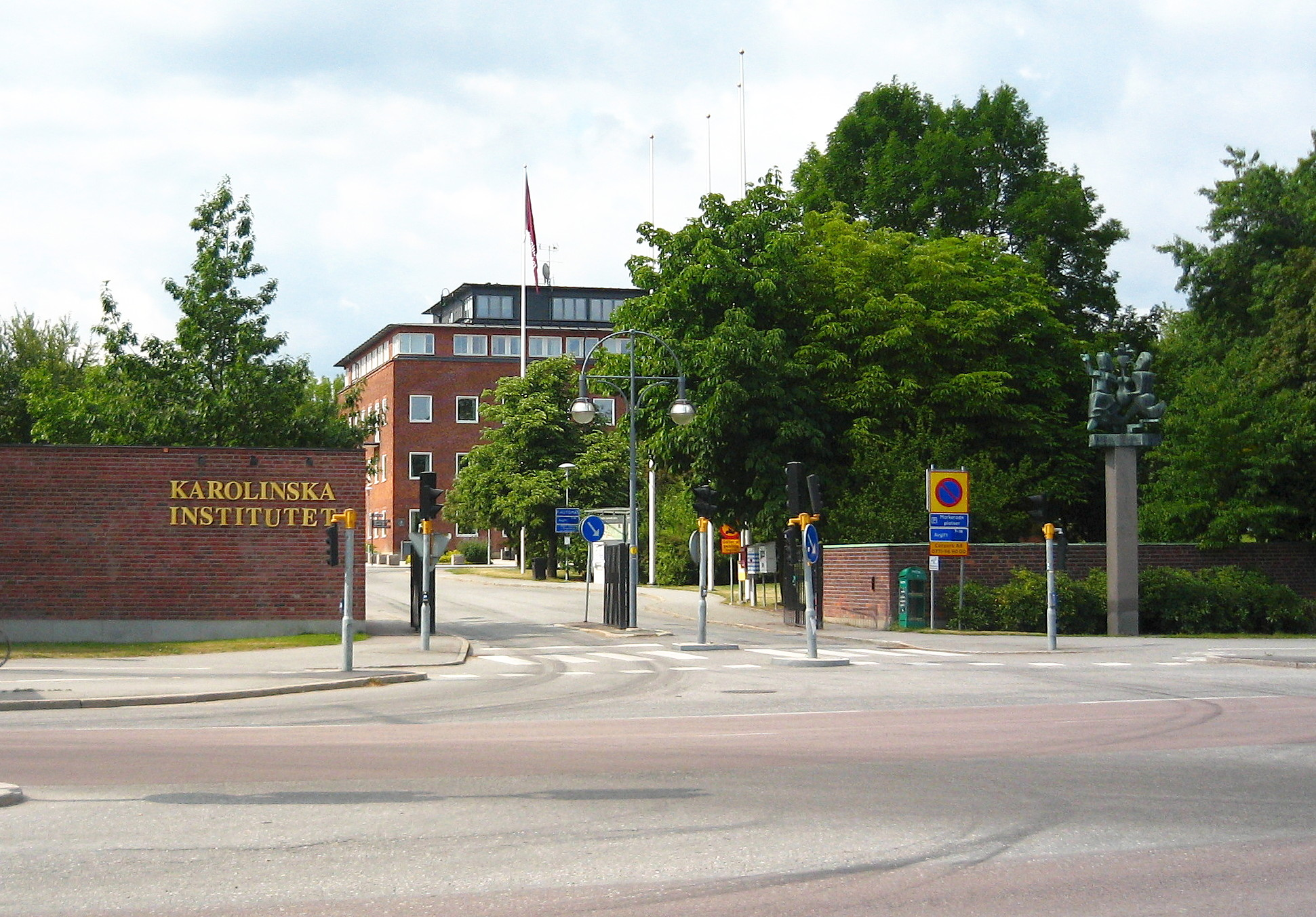
Haupteingang von Solnavägen

Das Institut wurde im Jahre 1810 durch den schwedischen König Karl XIII. gegründet, um die Ausbildung der Militärsanitäter zu verbessern, da im Krieg 1808–1809 gegen Russland ein Drittel der verwundeten Soldaten in den Feldlazaretten gestorben war. Zunächst erhielt es den Namen Kongl. Carolinska medico-chirurgiska institutet. Einer der Gründer war unter anderem der Chemiker Jöns Jacob Berzelius. Im Jahre 1861 wurde das Institut in den Rang einer Universität erhoben. Alfred Nobel bestimmte in seinem Testament, dass das Karolinska-Institut die Preisträger des nach ihm benannten Nobelpreises in Medizin oder Physiologie ernennen sollte. Insgesamt haben seit dieser Zeit fünf Forscher des Karolinska-Institut den Nobelpreis erhalten. Im 20. Jahrhundert wurden mehrere Institutionen und Hochschulen an das Karolinska-Institut angegliedert, so dass es zurzeit rund 3000 Studenten hat.
Neben der Betonung auf Forschung auf höchstem Niveau hat sich das Institut immer auch der praktischen Anwendung verschrieben, so wurde von vornherein mit dem Gymnastik- och idrottshögskolan kooperiert und 1959 das  Stockholm Institute of Physiotherapy und 1998 die Stockholm University of Health Sciences in das KI integriert. Zudem gibt das KI eine Reihe führender internationaler Fachzeitschriften wie die Acta Paediatrica heraus.

## Berühmte, am Karolinska-Institut tätige Personen
Liste chronologisch nach dem Geburtsjahr sortiert.
- Jöns Jakob Berzelius (1779–1848; Professor am Karolinska-Institut), erfand die heutzutage verwendete chemische Notation und gilt als einer der Väter der modernen Chemie. Er entdeckte die chemischen Elemente Silizium, Selen, Thorium und Cer.
- Carl Gustav Mosander (1797–1858; Schüler von Berzelius und 1836 dessen Nachfolger), entdeckte die Elemente Lanthan, Erbium und Terbium.
- Karl Oskar Medin (1847–1927), Kinderarzt, bekannt als Polio-Forscher (Professor 1883–1914)
- Patrik Haglund (1870–1937), Orthopäde
- Ivar Wickman (1872–1914), Kinderarzt, Dozent für Neurologie, Schüler Medins, Polio-Forscher
- Göran Liljestrand (1886–1968), Physiologe und Pharmakologe
- Nanna Svartz (1890–1986), Medizinerin, erste Professorin an einer öffentlichen Universität in Schweden
- Rolf Sievert (1896–1966), Physiker, nach dem die Einheit Sievert benannt ist.
- Ragnar Granit (1900–1991), Nobelpreisträger in Physiologie oder Medizin 1967
- Hugo Theorell (1903–1982), Nobelpreisträger in Physiologie oder Medizin 1955
- Ulf von Euler (1905–1983), Nobelpreisträger in Physiologie oder Medizin 1970
- Lars Leksell (1907–1986), Physiker, Erfinder der Radiochirurgie und des Gammamessers (Gamma-Knife).
- Sune Bergström (1916–2004), Nobelpreisträger in Physiologie oder Medizin 1982 (zusammen mit Bengt I. Samuelsson und John Robert Vane)
- Pehr Edman (1916–1977), Chemiker
- Per-Olof Åstrand (1922–2015), Physiologe
- Lore Zech (1923–2013), Humangenetikerin, Entwicklerin der Quinacrine- oder Q-Bänderungsmethode
- Torsten N. Wiesel (* 1924), Nobelpreisträger in Physiologie oder Medizin 1981
- Paul Greengard (1925–2019), Nobelpreisträger in Physiologie oder Medizin 2000
- Bengt Ingemar Samuelsson (1934–2024), Nobelpreisträger in Physiologie oder Medizin 1982 (zusammen mit Sune Bergström und John Robert Vane)
- Hans Gösta Rosling (1948–2017), Statistiker und Arzt, Gründungsmitglied Ärzte ohne Grenzen Schweden
- Paolo Macchiarini (* 1958), Chirurg und Betrüger